# Ruta Nacional PE-20A
Die Ruta Nacional PE-20A ist eine Nationalstraße in Peru. Sie beginnt in der peruanischen Hauptstadt Lima und verläuft anschließend in Richtung Nordosten durch die Regionen Lima, Junín und Pasco. Sie ist Teil der Eje transversal PE-20, dem Teil des peruanischen Nationalstraßennetzes, das die Städte Lima und Callao mit den umgebenden Regionen Junín und Pasco verbindet.

## Verlauf
Die Ruta Nacional PE-20A ist 223,80 km lang. Sie beginnt im Distrikts Comas in der peruanischen Hauptstadt Lima als Abzweigung der PE-1N, einem Teil der Panamericana, und verläuft in Richtung Nordosten durch die Regionen Lima, Junín und Pasco. In der Region Pasco endet sie im Distrikt Vicco, wo sie an der PE-3N anschließt. Stand März 2018 ist die Straße zu etwa 60 % asphaltiert und zu etwa 38 % anderweitig befestigt.
Nachdem die PE-20A in Comas von der PE-1N abzweigt, führt sie durch weitere Distrikte der Provinz Lima und erreicht schließlich die Region Lima. Im Distrikt Santa Rosa de Quives zweigen die Regionalstraßen LM-108 in Richtung Norden und die LM-111 in Richtung Osten ab. Zwischendurch durchquert sie die Kleinstadt Yangas. Im Distrikt Huamantanga zweigt die LM-110 in Richtung Norden ab. In der Provinz Canta führt die PE-20A durch ihre Hauptstadt Canta, kurz darauf schließt die LM-111 vom Süden aus wieder an die Straße an. Nachdem die Straße über den Gebirgspass La Viuda durch die Cordillera La Viuda führt, erreicht sie die Region Junín. Im Distrikt Santa Bárbara de Carhuacayán zweigt die Regionalstraße JU-101 nach Osten ab. In der Region Pasco führt die PE-20A über den Gebirgspass La Cruzada durch die Kleinstadt Huayllay und anschließend durch den Santuario Nacional de Huayllay, ein nationales Schutzgebiet. Zum Schluss durchquert die Straße die Kleinstadt Vicco und etwa 10 km südlich von der ehemals wichtigen Bergbaustadt Cerro de Pasco schließt sie im Distrikt Vicco an der PE-3N an.